# 秘魯-玻利維亞邦聯
秘魯-玻利維亞邦聯是位於南美洲的一個存在于1836年—1839年的邦聯，由北秘鲁国、南秘鲁国和玻利维亚国3個成员国组成。首都设在塔克納。邦聯自創建之後，就被鄰國視為威脅。邦聯在三年之後就宣告解散。
2011年，秘魯前總統奥良塔·乌马拉訪問玻利維亞時，曾提及恢復邦聯的可能。

## 歷史
1836年，玻利維亞總統安德烈斯·德·桑塔·克魯斯聯合北秘魯和南秘魯，成立秘魯-玻利維亞邦聯。邦聯的成立馬上引起智利強烈反對，與阿根廷發動對邦聯的戰爭（參見邦聯戰爭）。1839年1月，秘魯軍隊在永蓋被秘魯復興軍和智利的聯軍擊敗，同年8月已自任秘魯總統的阿古斯丁·加馬拉宣布邦聯解散。